# Таман (Пермский край)
Таман — село в Пермском крае России. Входит в Березниковский городской округ в рамках организации местного самоуправления и в Усольский район в рамках административно-территориального устройства края.

## География
Расположена на месте впадения реки Таманки в Каму.

## История
Во время родановской культуры на месте села находилось городище, ныне известное как археологический памятник Таман-1. Первое упоминание о населённом пункте датируется 1623 или 1624 годом, тогда оно называлось «починок Над Атаманской курьей» (курья — речной залив). Через несколько лет он стал называться деревней «Таманская курья». В 1726 году Строгановы построили на берегах реки Таманки медеплавильный завод, который был закрыт через полвека. В 1779 году Строганов возвёл здесь Петропавловскую церковь, после чего деревня стало селом Таманское. К началу XX века деревянная церковь обветшала, и вместо неё в 1912 году на средства купца Кирьянова была построена каменная. В 1930-х годах она была закрыта, и с того времени пустует. В 2016 году храм был приписан к Орловскому храму Похвалы Богородицы, предпринимаются попытки восстановить церковь.
В 1930 году в селе был создан колхоз «имени 8 марта», который в 1951 года после соединения с соседней артелью получил название «Сигнал». В 1969 году он был присоединён к колхозу «Кондасский». До 2006 года село было центром Таманского сельского совета, затем присоединено к Усольскому городскому поселению. В селе расположены сельскохозяйственный цех, лесопункт, отделение почты, фельдшерско-акушерский пункт. Здесь действуют также начальная школа, детский сад, клуб и существующая с 1906 года библиотека.
С 2004 до 2018 года село входило в Усольское городское поселение Усольского муниципального района, с 2018 года входит в Орлинский территориальный отдел Березниковского городского округа.

## Таманский медеплавильный завод
Разбогатевшие на соляных промыслах предприниматели Строгановы долго не начинали строить в своей пермской вотчине металлургические заводы, хотя таковые были наиболее распространены на Урале. В 1721 году берг-коллегия дала разрешение на строительство первого строгановского металлургического завода — медеплавильного, располагавшегося в 2 километрах от устьях реки Таманки. Завод, однако, начали строить лишь в июне 1724 года, а пущен в действие он был 4 сентября 1726 года. Тогда завод состоял из четырёх плавильных печей на медеплавильной фабрике и трёх горнов — гармахерского, штыкового и пробирного — на гармахерской. Позже были возведены ещё 3 плавильные печи, рудобойная и обжигальная фабрики, кузница и меднопосудная фабрика. Мощности были полностью загружены лишь к весеннему половодью Таганки. Руда на завод доставлялась из нескольких рудников на удалении около 50 километров, преимущественно из бассейна Яйвы. Непосредственно на заводе работали 70 — 80 собственных мастеровых крепостных и работных людей, в то время как вспомогательные работы по перевозке грузов выполняли вотчинные крепостные крестьяне. Медь с завода шла на чеканку монет в Екатеринбургском монетном дворе.
Таманский завод часто неверно именовался Атаманским. Через несколько лет после начала работ завод вышел на годовую выработку меди более 1000 пудов в год, которую сохранял большую часть своего существования. Когда в 1747 году сыновья Григория Строганова делили пермскую вотчину, Таманский завод отошёл Николаю. Тот попытался организовать на заводе кричной передел чугуна с Билимбаевского завода, но потерпел неудачу. При его младшем сыне Александре в конце 1760-х годов производительность завода стала быстро падать из-за истощения рудников. Посетивший завод в августе 1770 года путешественник Рычков застал его уже убыточным. В 1773 году производство было остановлено, позже иногда возобновлялось для переплавки чугуна. Заводские строения обветшали, и Строганов дважды просил власти исключить завод из податных предприятий, пока в феврале 1788 года Сенат не удовлетворил запрос.

## Население
| 1869 | 1926 | 2002 | 2010 |
| ---- | ---- | ---- | ---- |
| 315  | 548  | 109  | ↘82  |